# (8469) 1981 TZ
(8469) 1981 TZ es un asteroide que forma parte del cinturón de asteroides y fue descubierto por Norman G. Thomas el 5 de octubre de 1981 desde la estación Anderson Mesa, en Flagstaff, Estados Unidos.

## Designación y nombre
Designado provisionalmente como 1981 TZ.

## Características orbitales
(8469) 1981 TZ está situado a una distancia media del Sol de 2,802 ua, pudiendo alejarse hasta 3,250 ua y acercarse hasta 2,353 ua. Su excentricidad es 0,160 y la inclinación orbital 9,172 grados. Emplea 1712,80 días en completar una órbita alrededor del Sol.
Pertenece a la familia de asteroides de (93) Minerva.

## Características físicas
La magnitud absoluta de (8469) 1981 TZ es 13,07. 